# 青木正美
青木 正美（あおき まさみ、男性、1933年4月22日 - 2023年8月2日）は、古書店主、日本近代文学研究者。

## 来歴・人物
東京生まれ。1950年（昭和25年）東京都立上野高等学校定時制課程中退。半年ほど玩具工場に勤務したのち、1953年（昭和28年）東京都葛飾区堀切に古本屋・青木書店 (開業当時の名称は一間堂)を開業する（2008年現在の店主は、青木正一）。
古書店業のかたわら、文筆活動にも精力的に取り組む。神保町の業者中心の「明治古典会」の会員となり、のち会長をつとめた。

## 著書
- 『東京郊外昭和少年懐古　ある昭和ヒトケタの自分史』1977年。私家版
- 『東京下町 古本屋三十年』青木書店、1982年
  - 『古本屋四十年』福武文庫 1992年
  - 『古本屋五十年』 ちくま文庫 2004年。各・増補版
- 『古本商売 蒐集三十年』日本古書通信社、1984年
- 『古本商売　日記蒐集譚』日本古書通信社 1985年
- 『戦時下の庶民日記』日本図書センター 1987年
- 『幻の「一葉歌集」追跡』日本図書センター、1988年
- 『昭和の子ども遊びと暮らし 東京下町覚え書き』本邦書籍 1990年
- 『古本屋控え帖』東京堂出版 1992年
- 『古本屋奇人伝』東京堂出版、1993年
  - 『古本屋群雄伝』ちくま文庫 2008年。増補版
  - 『古書と生きた人生曼荼羅図』日本古書通信社 2020年。新編改訂
- 『自筆本蒐集狂の回想』青木文庫、1993年。私家版
- 『下町の古本屋 “街の古本屋”の大正・昭和史』日本古書通信社 1994年
- 『古本探偵追跡簿』 マルジュ社、1995年
- 『太平洋戦争銃後の絵日記』（編）東京堂出版 1995年
- 『古本探偵覚え書』 東京堂出版 1995年
- 『青春さまよい日記 東京下町1945〜1951』 東京堂出版 1997年
- 『島崎藤村コレクション』全4巻、伊東一夫共編、国書刊行会 1998年
  - 『2 知られざる晩年の島崎藤村』 国書刊行会 1998年
- 『二十歳の日記　昭和28年/東京下町』 東京堂出版、2003年
- 『古書肆・弘文荘訪問記　反町茂雄の晩年』 日本古書通信社、2005年
- 『ある古本屋の生涯 谷中・鶉屋書店と私』 日本古書通信社、2006年
- 『東京下町 100年のアーカイブス』（西坂和行共編）生活情報センター、2006年。写真集
- 『「悪い仲間」考』 日本古書通信社、2007年
- 『自己中心の文学　日記が語る明治・大正・昭和』 博文館新社、2008年
- 『場末の子　東京・葛飾 1933〜49年』 日本古書通信社 2009年
- 『ある「詩人古本屋」伝　風雲児ドン・ザッキーを探せ』筑摩書房 2011年
- 『肉筆で読む作家の手紙』本の雑誌社 2016年
- 『古本屋癌になる－77歳の日記』日本古書通信社 2017年
- 『文藝春秋　作家原稿流出始末記』本の雑誌社 2018年
- 『古書市場が私の大学だった 古本屋控え帳自選集古書』日本古書通信社 2019年
- 『戦時下の少年読物』日本古書通信社 2022年
- 『昭和の古本屋を生きる』日本古書通信社 2022年

副題：発見又発見の七十年だった。自らの意思で出す最後の著書と表明

## 出演
- 『恋する一葉　平成の女子大生がたどる明治の青春』（NHK BS-hi、2004年）　本人役